# Cheval en Suède
Le cheval en Suède (suédois : häst) a connu un long déclin au XXe siècle, puis un retour à travers les activités de sport et de loisir, avec une nette féminisation des pratiques. Les courses de trot attelé représentent le principal secteur équestre suédois, avec la particularité d'accueillir des courses de trotteurs à sang chaud ou à sang froid.

## Histoire

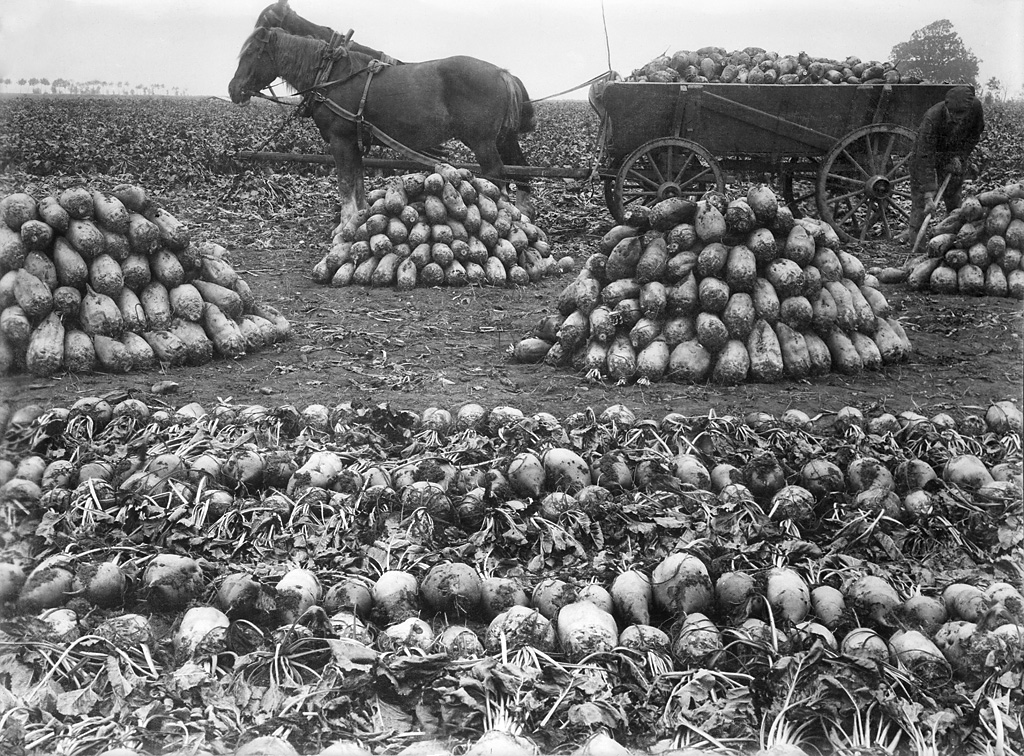
Chevaux de trait au travail pour du ramassage et transport de betteraves.

Des équidés sauvages peuplent le sud de la Suède et le Danemark durant la dernière période glaciaire.
Dans toute la Scandinavie Viking, le cheval constitue l'animal le plus important pour les communautés humaines, avec un usage dans le transport et la traction agricole, et de nombreuses traces de cultes en lien avec les dieux Odin et Freyr et la notion de fertilité, incluant l'enterrement rituel. 
Au début du XXe siècle, l'équitation est indissociable des hommes et de la masculinité, les cavaliers suédois étant issus des classes supérieures, notamment dans les secteurs des transports et celui de l'armée. D'après la sociologue du sport Susanna Hedenborg (université de Malmö), les représentations de genre liées à l'équitation ont vraisemblablement commencé à évoluer en Suède dans les années 1950. La presse suédoise accorde de nombreux articles aux femmes évoluant dans les sports équestres pendant les épreuves des Jeux olympiques d'été organisées à Stockholm en 1956, ce qui indique une présence féminine relativement rare dans ce secteur à l'époque. La féminisation du sport hippique est plus tardive, devenant sensible à la fin du siècle. 
La population de chevaux suédois baisse fortement au XXe siècle, avec la motorisation des activités agricoles et forestières. Le développement du sport hippique, du sport équestre et de l'équitation de loisir entraîne ensuite un accroissement du cheptel. En 2000, la Suède compte environ 250 000 chevaux.

## Pratiques et utilisations

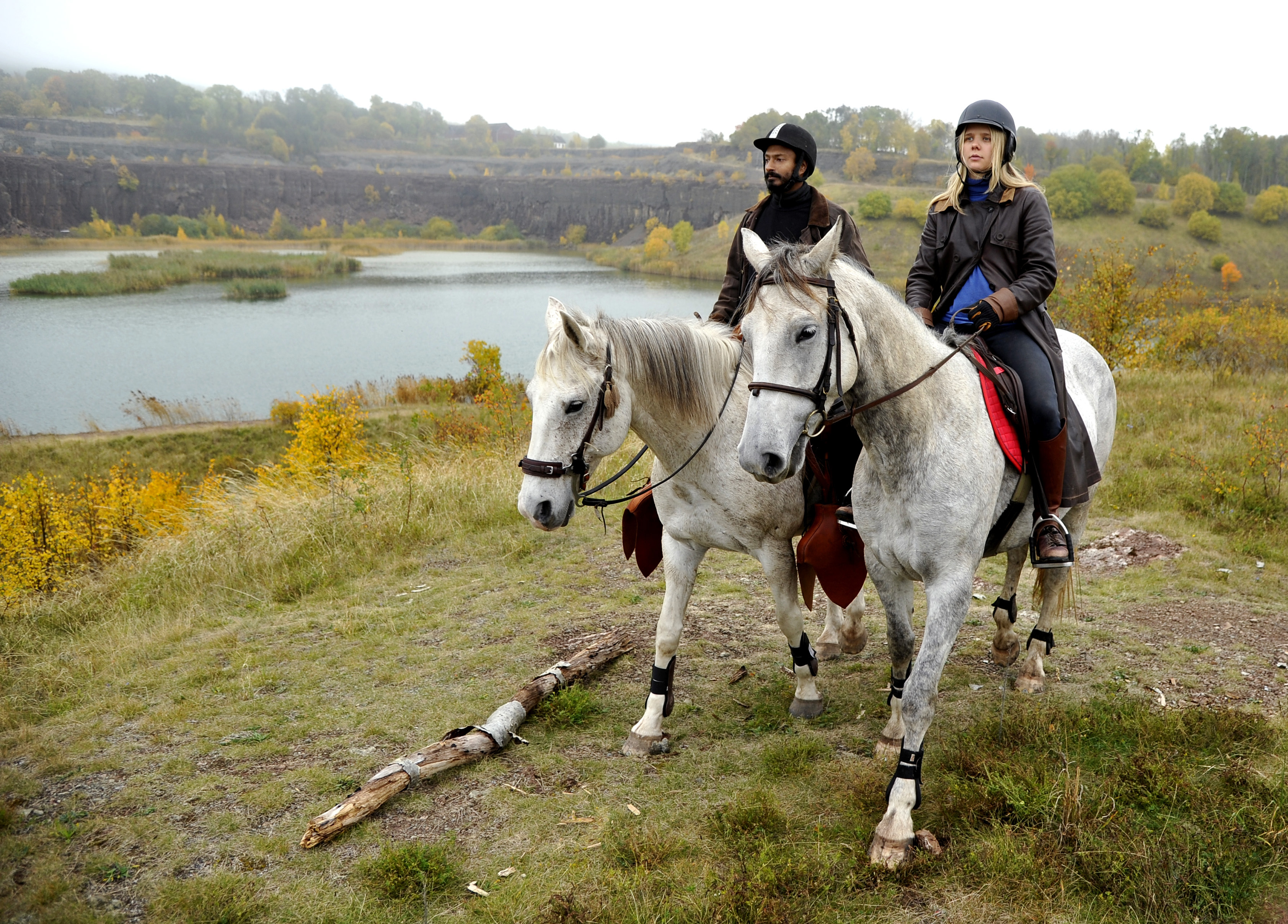
Cavaliers dans la région de Kinnekulle.

La structure de la filière équine suédoise est similaire à celle de la France, avec un bon développement. Un organisme de tutelle, la Nationella Stiftelsen för Hästhållningens Främjande (HNS), a été créé en 1992, et sert d'interlocuteur entre la filière équestre et l’État. La HNS gère aussi les sports équestres et les installations équestres nationales de Flyinge, Strömsholm et Wangen. Il soutient la recherche.
En 2007, 84 % des membres de la Fédération équestre suédoise (Svenska Ridsportförbundet - SvRf) sont des femmes, jeunes pour la plupart. Le respect du bien-être du cheval revêt une grande importance. L'environnement forestier implique une fréquente activité forestière et d'agriculture, incluant l'élevage de chevaux dans une démarche d'agriculture durable et de respect de l'environnement.
Le secteur des courses de trot attelé est le principal, suivi des sports équestres, en particulier le saut d'obstacles et le dressage.

## Élevage

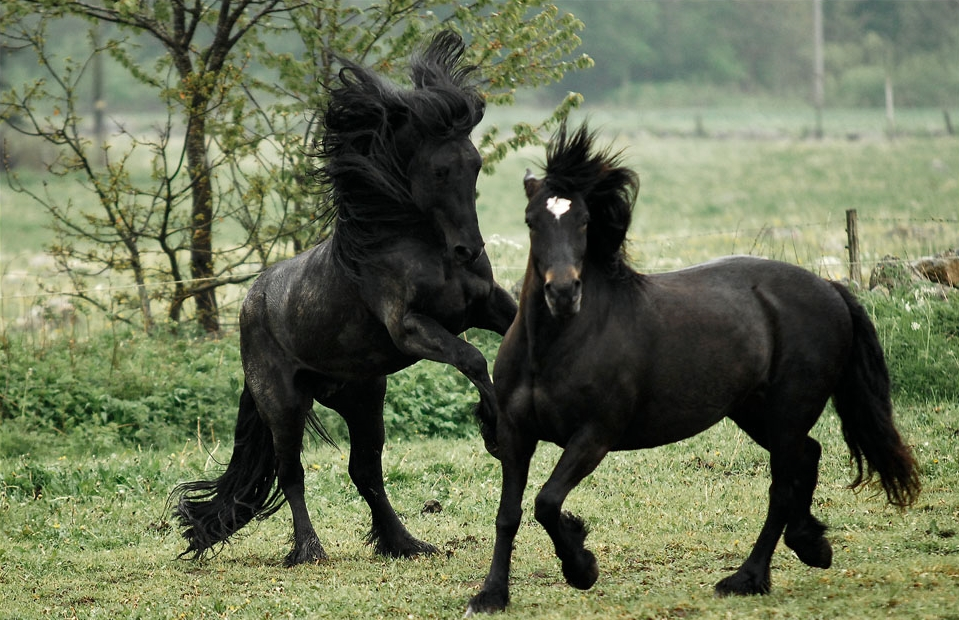
Chevaux de race Suédois du Nord en 2007.

La population équine suédoise compte plus de 362 000 chevaux en 2012, dont 61 % sont des chevaux d'équitation, et 30 % des trotteurs. Les 9 % restants sont des chevaux de course de galop et de travail, notamment forestier.
En 2008, la Suède a le plus haut taux de chevaux par habitant en Europe. Le cheptel est de 280 000 chevaux, soit 30,9 chevaux pour 1 000 habitants. 
Les trotteurs suédois sont réputés. Cet élevage a la particularité de comporter des trotteurs à sang chaud, et à sang froid (Trotteur scandinave).
Une trentaine de races d'origine étrangère sont élevées, dont un petit nombre de chevaux arabes, Pur-sang, Quarter Horse et Lipizzan. La Suède compte aussi un gros cheptel de chevaux islandais et de poneys Shetland. La Svenska Hästavelsförbundet (SH) gère l'élevage des races de chevaux autres que le Pur-sang et les trotteurs.
Comme tous les chevaux islandais exportés, le cheptel de Suède est victime de dermite estivale récidivante, à hauteur d'environ 15 % des chevaux islandais de Suède. Les chevaux suédois peuvent, par ailleurs, être parasités par Gasterophilus intestinalis, à hauteur de 12,3 % des chevaux étudiés durant la période qui s'étend d'octobre à juin.

## Culture

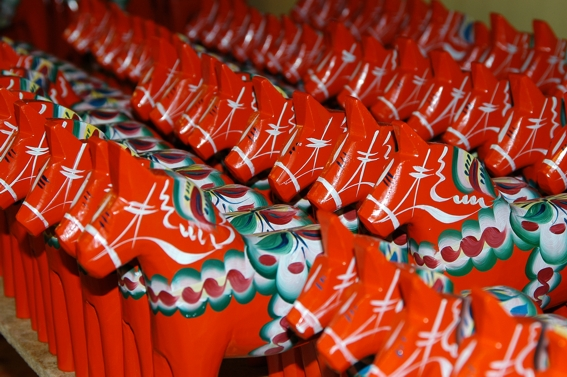
Étalage de chevaux de Dalécarlie.

Les légendes suédoises comptent le Bäckahästen (littéralement : « cheval des ruisseaux »), un cheval d'eau qui tente de noyer celui qui le monte dans les rivières.
Le cheval de Dalécarlie est l'un des symboles de sa région, est plus largement de la Suède : il joue un rôle important dans l'identité nationale, notamment en raison de son omniprésence parmi les jouets destinés aux jeunes enfants suédois. Il est aussi largement utilisé comme symbole dans la ville de Lindsborg, dans le Kansas, afin de lui donner une identité suédoise aux yeux des touristes.
Les courses hippiques sont le troisième sport le plus diffusé à la télévision suédoise, derrière le football et le hockey sur glace.
Un cheval tacheté nommé « Oncle Alfred » apparaît dans les romans Fifi Brindacier, écrits par Astrid Lindgren.